# Кальченко, Сергей Витальевич
Сергей Витальевич Кальченко (укр. Сергій Віталійович Кальченко; род. 30 декабря 1964 года, Киев) — украинский юрист, политик. С 2008 года привлекается в качестве эксперта к мероприятиям и проектам Венецианской комиссии Совета Европы.
Народный депутат Украины IX созыва.

## Биография

### Образование
Он окончил факультет электронной техники Киевского политехнического института (специальность «Полупроводники и диэлектрики»), Национальную юридическую академию Украины имени Ярослава Мудрого (специальность «Правоведение»).
Был аспирантом Института проблем материаловедения НАН Украины. Кандидат юридических наук.

### Трудовая деятельность
Кальченко работал адвокатом и начальником управления представительства интересов в Европейском суде по правам человека и в международных арбитражных учреждениях в адвокатском объединении Hillmont Partners.
Сотрудничал с проектами Агентства США по международному развитию «Выборы и политические процессы», «Содействие организации выборов в Украине», «Украина: верховенство права», «Справедливое правосудие».
Был исполнительным директором Всеукраинского благотворительного фонда «Украинский юридический фонд». Имеет опыт работы инженером.

## Политическая деятельность
Работал помощником народного депутата Юрия Ключковского.
Был официальным представителем кандидата на пост Президента Украины Владимира Зеленского в ЦИК на выборах 2019 года.
Кандидат в народные депутаты от партии «Слуга народа» на парламентских выборах 2019 года, № 24 в списке. На время выборов: адвокат адвокатского объединения «Хиллмонт Партнерс», беспартийный. Проживает в Киеве.
Председатель Комитета Верховной Рады по вопросам Регламента, депутатской этики и организации работы ВРУ.
Член Постоянной делегации в Парламентской ассамблее Совета Европы, член группы по межпарламентским связям с Грузией.